# Mt.乗鞍
Mt.乗鞍（マウントのりくら）は、長野県松本市にあるスキー場。
スノーボードは全面滑走可能。ナイター営業は実施していない。
1913年（大正2年）、二木長右衛門が飛騨地方にスキーを伝え、1923年（大正12年）の春頃から、飛騨の山岳愛好家が乗鞍岳西面でスキーをするようになる。1934年（昭和9年）頃には、乗鞍岳の西面には山小屋が4軒でき、全国からの山スキーヤーで賑わった。東面では、1931年（昭和6年）に冷泉小屋、1940年（昭和15年）に位ヶ原山荘等の山小屋ができ、1935年（昭和10年）頃には各大学高校の学生を中心としたスキーヤーが訪れていた。1936年（昭和11年）、現在のMt.乗鞍スキー場の下部付近の金山平にて、乗鞍岳滑降競技大会が開催。その後1949年（昭和24年）の第7回大会まで開催。1951年（昭和26年）、乗鞍スキー倶楽部が発足。
昭和37年（1962年）乗鞍高原スキー場として開業。
2010〜2011シーズンより、乗鞍高原温泉スキー場から改名した。
2011〜2012シーズンから株式会社マックアースの運営となる。
その後2012〜2013シーズンからMt.乗鞍スノーリゾートと称している。
2018年(平成30年)6月、株式会社マックアースが、Mt.乗鞍スノーリゾート・エコーバレースキー場・白馬さのさかスキー場と福島の箕輪スキー場を、株式会社ブルーキャピタルマネジメントに譲渡。2021年時点における運営会社である株式会社Blue Resort 乗鞍は、スキー場の売却を検討している。
2023～2024シーズンは営業休止となり、2024年には株式会社Blue Resort 乗鞍より地元へ経営困難として撤退の意向が示された。
それに対して地元の有志が「Mt.乗鞍スノーリゾート運営協議会（以降、運営協議会）」を立ち上げ、クラウドファンディングを活用して運営継続を目指す意向を表明した。その後、クラウドファンディングが成功を収めた事により、2024～2025シーズンは運営協議会によって運営が行われた。
また2025年1月31日付けで株式会社Blue Resort 乗鞍は全株式を運営協議会へ譲渡する事となり、代表も運営協議会代表である山口謙氏が兼務する地元主体の運営体制となっている。
また2025～26シーズンについては、昨シーズンの運営実績を元に新たな運営母体の誘致を目指していたが、契約手続きの難航等により引き続き運営協議会による地元主体の営業が予定されている。

## コース
9基のリフトにより、19本のコースが設置されている。
- テクニカル
- フィニッシュバーン
- アルペン
- チャレンジ
- かもしか
- エキスパート
- スカイラブ
- 鳥居尾根ダウンヒル（上下）
- 木の陰
- 兎待ち
- イージークロス
- パノラマ
- パラダイス
- すずらん
- 夢の平
- しらかば
- 鍋つる
- ヨーデル

一時期、隣接する乗鞍高原いがやスキー場を「スノースマイルエリア」として運営していたが、2013-2014シーズンから休止している。

## アクセス
- 長野自動車道松本ICから約40km
- 東海北陸自動車道高山西ICから約50km
- アルピコ交通上高地線：新島々駅（バス）